# Jean Baptiste Molinié

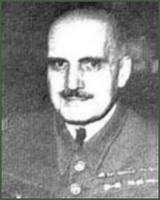
Jean Baptiste Molinié

Emmanuel Jean-Baptiste Molinié (* 21. September 1880 in Bayonne, Département Basses-Pyrénées; † 13. Januar 1971 im 5. Arrondissement (Arrondissement du Panthéon), Paris) war ein französischer Offizier, der unter anderem im Zweiten Weltkrieg als Generalmajor Befehlshaber der 25. motorisierten Infanteriedivision Verteidiger des Kessels von Lille war und dessen Truppen nach der Kapitulation am 31. Mai 1940 durch den Oberbefehlshaber des XXVII. Armeekorps, General der Infanterie Alfred Wäger, Militärische Ehren gewährt wurde. 

## Leben
Emmanuel Jean-Baptiste Molinié war der Sohn des Diplomaten Jean-Baptiste Camille Molinié (1837–1926), der unter anderem Vizekonsul in Brasilien und Chile sowie Konsul in Guatemala war, und von Maria Réfugio Alexandria de La Puente (1840–1893). Er begann 1900 eine Offiziersausbildung an der Militärschule Saint-Cyr, die er 1902 als Angehöriger der Promotion „du Tchad“ abschloss. In der Folgezeit fand er als Offizier der Infanterie zahlreiche Verwendungen in Einheiten und Verbänden des Heeres (Armée de terre). Nach der Teilnahm am Ersten Weltkrieg wurde er während der Zwischenkriegszeit am 25. September 1928 zum Oberstleutnant (Lieutenant-Colonel) befördert und löste nach seiner Beförderung zum Oberst (Colonel) am 25. März 1933 Colonel Léon-Alexandre Rapenne als Kommandeur des 152. Infanterieregiments (152e régiment d’infanterie). Er verblieb auf diesem Posten bis zu seiner Ablösung durch Colonel Georges-Eugène-Joseph Lascroux und war selbst bis zum 3. Juni 1936 Chef des Stabes der 8. Militärregion in Bourges. Er wurde am 28. Mai 1936 zum Brigadegeneral (Général de brigade) befördert und fungierte vom 3. Juni 1936 bis zum 4. September 1938 als Chef des Stabes eines Mitglieds des Obersten Kriegsrates (Conseil supérieur de la guerre).
Danach übernahm Molinié am 4. September 1938 von General Alfred Montagne den Posten als Kommandeur der 25. motorisierten Infanteriedivision (25e division d’infanterie motorisée) und verblieb in dieser Funktion bis zum 1. Juni 1940, wobei er am 9. September 1938 seine Beförderung zum Generalmajor (Général de division) erhielt. In dieser Funktion war er vom 28. Mai bis zum 1. Juni 1940 zugleich Kommandeur der nach ihm benannten Groupement Molinié und mit dieser zusammen mit den ihm unterstellten Generalen Alphonse Juin (5e division d’infanterie motorisée), Léon Jenoudet (1re division d’infanterie motorisée), Pierre Dame (2e division d’infanterie nord-africaine) und Gustave Marie Maurice Mesny (5e division d’infanterie nord-africaine) Verteidiger des Kessels von Lille (28. bis 31. Mai 1940) war. Nach der Kapitulation am 31. Mai 1940 wurde seinen Truppen durch den Oberbefehlshaber des XXVII. Armeekorps, General der Infanterie Alfred Wäger, Militärische Ehren gewährt wurde. Nach der Belagerung war er Belagerung befand er sich vom 1. Juni 1940 bis zum 9. Mai 1945 in deutscher Kriegsgefangenschaft in der Festung Königstein. Nach seiner Befreiung war er zwischen dem 13. Mai und dem 12. Juni beurlaubt und trat daraufhin in den Ruhestand.
Am 24. März 1906 heiratete Jean-Baptiste Molinié Marthe Marie Léonie Joséphine Leglise (1884–1974), Tochter des Politikers Félix Léglise (1843–1915), der unter anderem von 1876 bis und zwischen 1889 und 1892 Bürgermeister von Saint-Martin-de-Seignanx sowie zwischen 1881 und 1885 und erneut von 1886 bis 1910  Mitglied der Abgeordnetenkammer war, sowie von Antoinette Pauline Ripert (1856–1916). Aus dieser Ehe gingen die vier Kinder Antoinette Molinié (1907–1932), Pierre Molinié (1909–1974), Antoine Molinié (1913–1983) und Jean Molinié (1916–?) hervor.

## Veröffentlichung
- La 25e Division motorisée dans la bataille de France, Leroux, Colombes 1956

## Hintergrundliteratur
- Gilbert Renault: La résistance française a commencé le 3 septembre 1939, Plon, Paris 1979, ISBN 978-2-259-00437-4
- Pierre Porthault: L’Armée du sacrifice, Éditions Guy Victor, 1965